# Голубович, Срджан
Срджан Голубович (серб. Срдан Голубовић / Srdan Golubović; род. 24 августа 1972, Белград, Сербия, СФРЮ) — сербский кинорежиссёр, сценарист и продюсер.

## Биография
Первой полнометражной режиссёрской работой Голубовича стал остросюжетный криминальный фильм «Абсолютная сотня» с Вуком Костичем и Срджаном Тодоровичем в главных ролях, вышедший в 2001 году.
В 2013 году вышел драматический фильм Голубовича под названием «По кругу», частично основанный на истории сербского солдата Срджана Алексича. Фильм был выдвинут на премию Оскар от Сербии в категории Лучший фильм на иностранном языке, однако не вошёл в шорт-лист и не получил номинации. Тем не менее, лента удостоилась приза экуменического жюри на 63-м Берлинском кинофестивале.

## Фильмография
| 2001 | «Абсолютная сотня»           | Апсолутних сто, Apsolutnih sto                     | зелёная ✓ | зелёная ✓ | зелёная ✓ |
| 2007 | «Ловушка»                    | Клопка, Klopka                                     | зелёная ✓ | зелёная ✓ |           |
| 2009 | «Жизнь и смерть порнобанды»  | Живот и смрт порно банде, Život i smrt porno bande |           |           | зелёная ✓ |
| 2010 | «Женщина со сломанным носом» | Жена са сломљеним носем, Žena sa slomljenim nosem  |           |           | зелёная ✓ |
| 2013 | «По кругу»                   | Кругови, Krugovi                                   | зелёная ✓ |           |           |